# 街区表示板

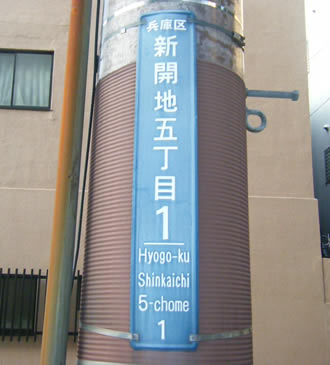
一般的になってきたローマ字併記の街区表示板。
（神戸市兵庫区新開地五丁目1番）

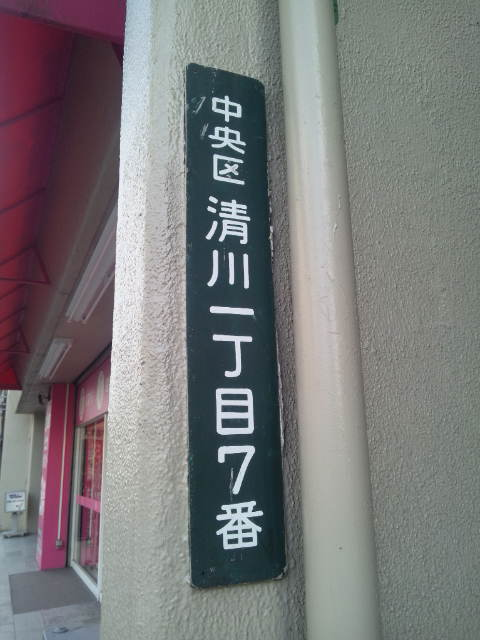
かつての主流だった日本語のみの街区表示板
（福岡市中央区清川一丁目7番）

街区表示板（がいくひょうじばん）とは、日本の市などにおける住居表示実施区域で、街区符号を表示している細長いプレートのことをいう。街区符号板とも呼ばれている。主に電柱や家の塀などに付いている。住居表示に関する法律により、住居表示を実施した市町村（特別区を含む）に設置が義務づけられている。
住居表示未実施区域でも街区符号のない町名・地番を記した街区表示板が設置されることがあり、町名表示板などと呼ばれるが、こちらについても街区表示板と呼称している市などもある（例・さいたま市）。街区表示板とは異なり設置義務はなく、地方自治体が設置するほかライオンズクラブなどの慈善団体が地方自治体に寄贈する、あるいは企業が広告を兼ねて設置する例もみられる。他には自動販売機にも設置場所のステッカーが貼りつけられている。

## 住居表示街区表示板

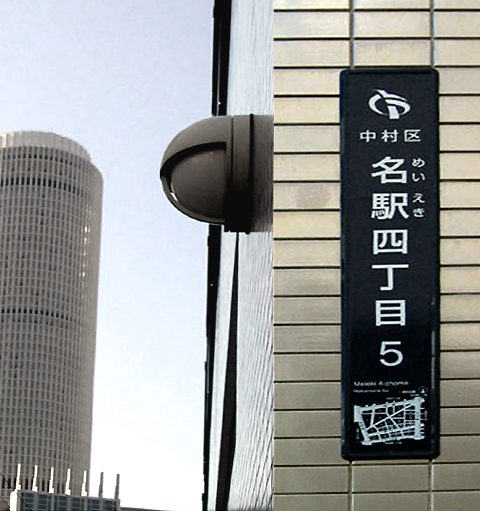
名古屋市中村区の街区表示板、下部に地図が示されるがこのような例は多くはない。

街区表示板は住居表示を実施している区域において、区域内の「町名」および「街区符号」（あるいは「道路の名称」）などを記載した表示板である。住居表示に関する法律に基づき、地方自治体（市区町村）に設置が義務づけられている。
多くの場合、縦に細長い形状を有する金属あるいはプラスチック製の板（プレート）であり、濃い色の地に白または黒で記載事項が書かれており、建物の壁面や家屋の塀、電柱などに固定されて表示されている。

### 記載事項
設置主体（各市区町村）により様々だが、少なくとも
- 町名
- 街区符号

を記載することが住居表示に関する法律において定められている。多くの場合、「町の名称」を縦書きで示し下部に「街区符号」を横書きしたものが基本形となる。これに加えて、
- 町名のふりがな
- 自治体・町名のローマ字表記
- 市や区名（「○○市(区)」など。なお大阪市は縦書きの区名のみ。上部に小さく横書き(池田市や茨木市など)または縦書き(大阪市の全区や枚方市など)表記にされることが多い）
- 政令指定都市における行政区名 （「○○区」、同上）
- 市区町村や政令指定都市における行政区のシンボルマーク等
- 地図

などの情報が書かれているものもある。

### サイズ
地方自治体により様々だが、縦に細長い形状で120mm×560mmまたは120mm×660mmの寸法が一般的である（大阪市などこれとは異なるサイズのものも存在する）。

### 材質
当初は、鉄鋼製(2023年現在でも大阪府柏原市の一部、奈良県大和郡山市等に存在している)が多かったが、アルミニウム製のものが大半を占めている。最近では色が鮮やかに出るプラスチック製のものも増えてきている。しかしプラスチック製のものは紫外線による経年劣化が著しいために、大阪府枚方市や兵庫県川西市のようにプラスチック製からより酸化などによる劣化がより少ないアルミニウム製に戻す地方自治体もある。池田市(全域)や茨木市(一部)などでは、新技術でアルミニウム製のプリント転写のものを採用している。また、横浜市では、2019年度からシール製街区表示板の導入を順次進めている。

### 色彩
地方自治体により街区表示板のカラーリングは様々だが、主にJIS慣用色名による次の色が使用されている。地方自治体全域で一色しか使用しないところがほとんどだが、豊中市・箕面市・高岡市のように町域ごとに色違いにしているところや、武蔵野市・敦賀市・池田市・浜松市のように丁目ごとに色違いにしているところなど、これも地方自治体によって様々である。また、相模原市では、各行政区のシンボルカラーを採用している。なお、金沢市・茨木市・高石市などはかつて丁目ごとに色違いにしていたが、ローマ字併記化する際にコスト面などの事情により一色のみに統一された。
| 色 | 名前                   | 漢字           | 色の三属性による表示 |
| -- | ---------------------- | -------------- | -------------------- |
|    | はいいろ               | 灰色           | N 4                  |
|    | はいみあか             | 灰味赤         | 5R 5／2              |
|    | うすあか               | 薄赤           | 5R 6／4              |
|    | くらいあか             | 暗い赤         | 5R 6／4              |
|    | くらいちゃいろ         | 暗い茶色       | 10R 4／5             |
|    | きちゃ                 | 黄茶           | 10YR 5.5／4.5        |
|    | くらいきみどり         | 暗い黄緑       | 5GY 5／5.5           |
|    | きみどり               | 黄緑           | 10GY 5／8            |
|    | にぶみどり             | にぶ緑         | 10G 5／5.5           |
|    | あおみどり             | 青緑           | 2.5BG 4／8           |
|    | あおみくろ（てついろ） | 青味黒（鉄色） | 7.5BG 2／2           |
|    | くらいあお             | 暗い青         | 2.5PB 2.5／7         |
|    | うすあおむらさき       | 薄青紫         | 7.5PB 6／8           |

### 別板
ローマ字や地図の情報をさらに別板で加えているところがある。豊中市や守山市、羽曳野市などでは地図の別板を、西宮市（以前は大阪市や武蔵野市に存在した）ではローマ字の別板を設置している。

### 設置場所
住居表示に関する法律の第8条において「見やすい場所に」設けることが定められていることから各地方自治体の条例（例・「○○市住居表示に関する条例」）の施行規則においてその内容が規定されており、ほぼすべての地方自治体において「歩行者から見やすいところに設けるものとし、各街区の角付近の建物その他の工作物の適当な箇所に張り付け、原則として表示板の下端が地上おおむね1.6メートルになるようにするものとする。」となっている。